# Corrado Graziadei
Corrado Graziadei (Sparanise, 11 agosto 1893 – 13 luglio 1960) è stato un politico italiano.

## Biografia
Amico di Antonio Gramsci e fortemente attivo nella difesa dei diritti dei lavoratori del casertano, è stato membro della Consulta Nazionale. Viene eletto nelle file del Partito Comunista Italiano alla Camera dei deputati nella II legislatura, dal 1953 al 1958.